# Red Bull Air Race World Series
O Red Bull Air Race World Series, estabelecido em 2003 e criado pela Red Bull, é uma série internacional de corridas aéreas com a participação dos pilotos mais hábeis do mundo, em que os concorrentes devem percorrer um circuito no céu com obstáculos desafiadores, no menor tempo possível. Os pilotos voam individualmente contra o tempo passando por pilões especiais, conhecidos como "air gates".
As corridas ocorrem principalmente em aeródromos, mas também acima das cidades, do mar ou das maravilhas naturais. São acompanhadas também, muitas vezes, por shows aéreos. As corridas acontecem nos fins de semana. O evento emocionante atrai multidões e também é transmitido pelo mundo pelos principais canais de televisão.
Nas corridas, atualmente 14 pilotos competem uns contra os outros. O vencedor da corrida é o concorrente que realiza o melhor tempo depois de duas voltas no mesmo circuito. Os pilotos competem em um circuito torcido com cinco grupos de obstáculos especialmente erguidos do pilão do "spinnaker". Voar com atitudes contras as regras ocasionam desqualificação ou acréscimo ao tempo de voo. Os seis primeiros pilotos de cada etapa do Air Race ganham de 6 a 1 ponto, ganhando o vencedor 6 pontos e o sexto colocado 1 ponto. O piloto que tiver mais pontos no fim da temporada se torna o campeão mundial do Red Bull Air Race. O campeão de 2005 foi o americano Mike Mangold. Em 2006, o também americano Kirby Chambliss foi o campeão mundial.

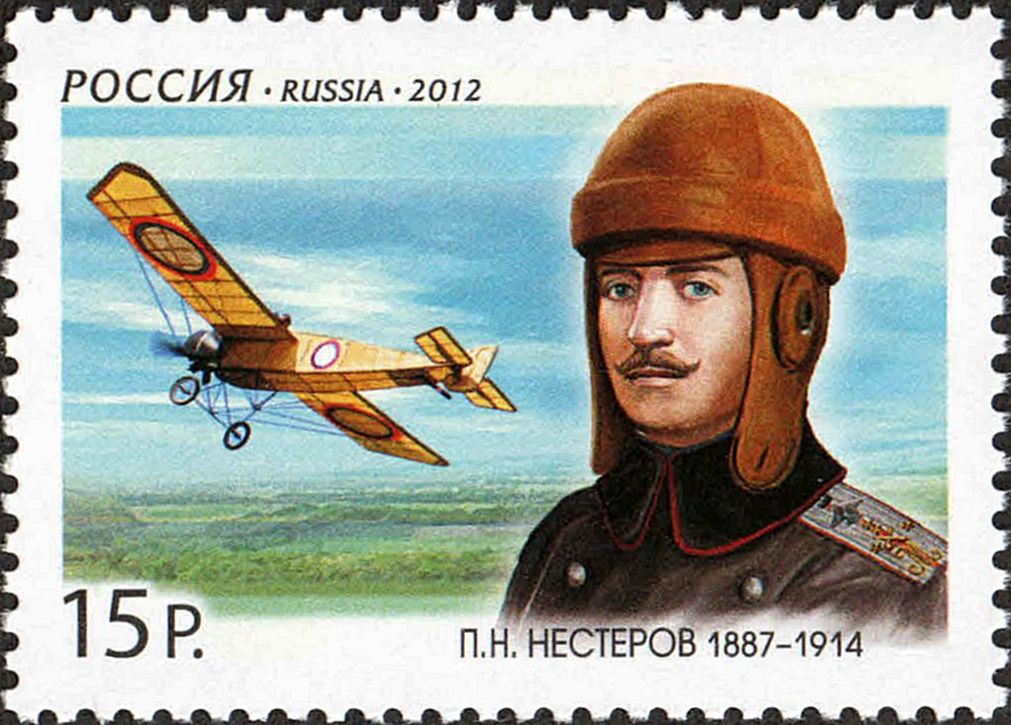
Selo postal Russo de 2012 com estampa de Piotr Nesterov, inventor da acrobacia aérea

## História

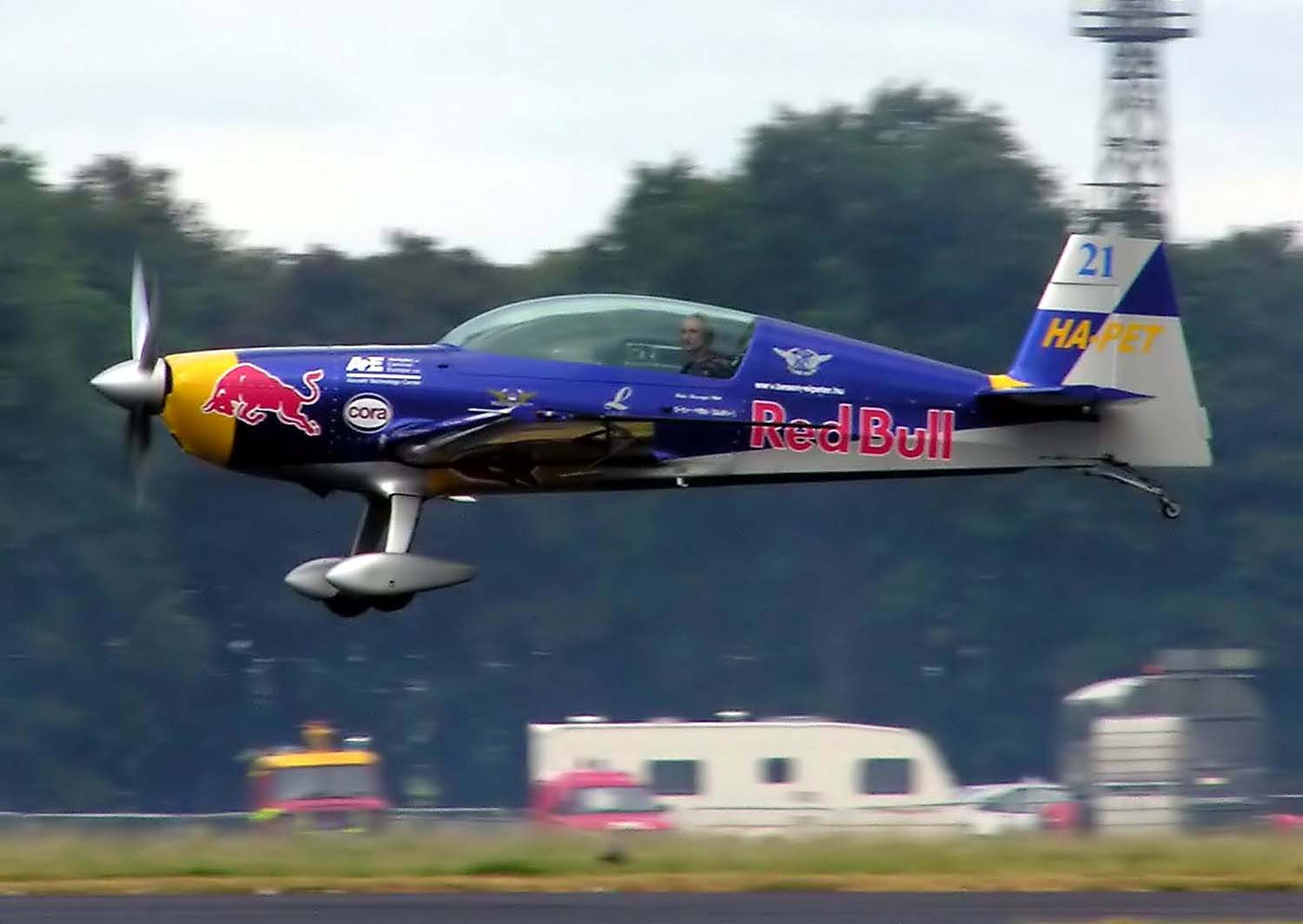
Péter Besenyei com o Extra EA-300 competindo na Inglaterra.

A ideia do Red Bull Air Race veio aproximadamente em 2001, depois dos esforços da Red Bull de criar um evento novo da aviação. O alvo do evento era desafiar alguns dos mais melhores pilotos do mundo na velocidade, na precisão e na habilidade. Com estes critérios, a Red Bull aproximou-se de Péter Besenyei, então campeão por duas vezes do Campeonato Mundial de Acrobacias, procurando usar suas habilidades e sua experiência para adaptar o conceito às situações reais da corrida. Dois anos do planeamento culminaram na primeira Red Bull Air Race que ocorreu em Zeltweg, Áustria em 2003 durante a mostra de AirPower.

## Participação brasileira
O Brasil faz parte da rota de realização das provas da corrida aérea e na temporada de 2010 participa o piloto brasileiro Adilson Kindlemann, que em 15 de abril de 2010, sofreu um espetacular acidente durante os preparativos para a prova a se realizar na Austrália. O avião de competição (um Mx-2) caiu na água, mas ele nada sofreu de grave; a prova que seria realizada no circuito de seis quilômetros sobre o Rio Swan não foi realizada. A equipe de resgate levou cerca de 42 segundos para efetuar o socorro, mostrando rapidez e eficiência.

## Participação Portuguesa
Portugal foi anfitrião na realização desta corrida aérea em 2007. As provas realizaram-se nas cidades do Porto e Vila Nova de Gaia, entre a Ponte da Arrábida e a Ponte D. Luís I. Foi um projecto organizado entre as câmaras destas duas cidades em parceria com a Red Bull Internacional (sedeada na Áustria). Pelo sucesso que atingiu, quer em termos nacionais como internacionais, é considerado um dos maiores eventos de um só dia organizados em Portugal. À semelhança das provas realizadas na Hungria em Budapeste as provas da Red Bull Air Race realizadas em Portugal, nestas duas cidades, foram as que maior impacto internacional registaram, até ao momento, no histórico destas corridas.
Em 2007 a corrida contou com 600.000 espectadores (números oficiais da PSP), sendo que no dia de qualificações bateu um novo recorde mundial com 250.000 espectadores. A taxa de ocupação hoteleira no grande Porto próxima dos 100%, a restaurante completamente lotada em ambas as margens (Porto e Gaia). 
A organização entregou o compromisso a que se propôs: realizar o maior evento desportivo de um só dia realizado em Portugal e excelente retorno de média global. 
Em 2010 Portugal perde um evento excepcional para a comunicação do País devido ao não cumprimento do acordado por parte do Governo, sendo o evento deslocalizado.
2017 foi o ano em que as cidades do Porto e Vila Nova de Gaia viram regressar esta prova, onde foram batidos os recordes de assistência, tendo em dois dias obtido um recorde de 850 mil pessoas presentes, superando as anteriores etapas fora de Portugal no presente ano.

## Formato

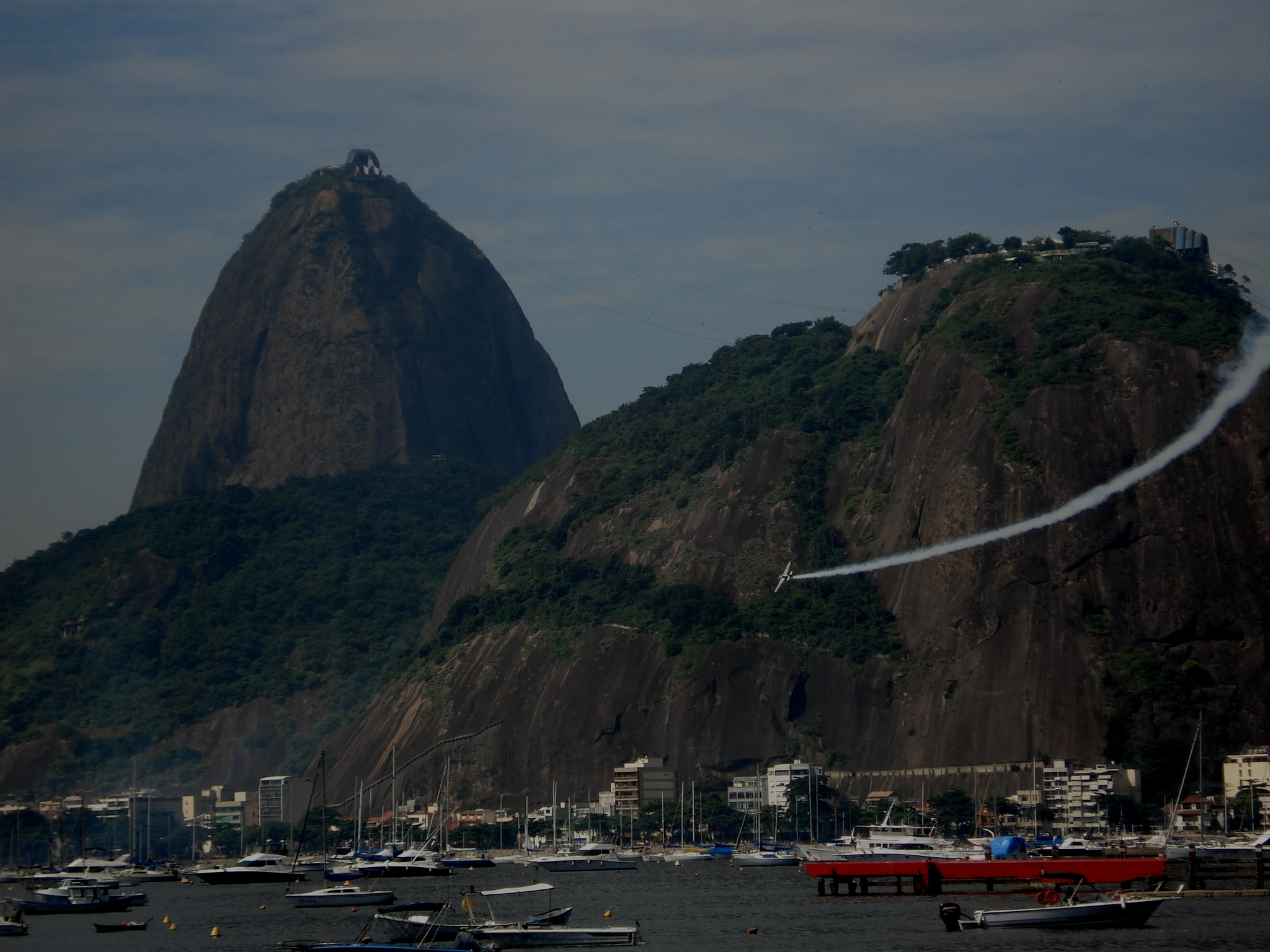
Air Race no Brasil

Em 2005 e 2006, os pilotos faziam dois treinos para determinar a ordem de largada. Quem tinha o tempo mais rápido, começava por último. A corrida era feita em duas séries, e na época combinava-se os resultados de ambas as séries para se determinar o vencedor.
Em 2007, um formato novo do mata-mata foi introduzido. Durante os treinos, os 12 pilotos com os melhores tempos do curso prosseguem à sessão do "mata-mata". Os oito pilotos com os melhores tempos vão para as quartas-de-final, os quatro melhores para as semifinais, e os dois melhores para a final. 
O campeonato é decidido pelos pontos, que são concedidos por como o piloto termina em cada evento.
| Posição | 1° | 2° | 3° | 4° | 5° | 6° | 7° | 8° | 9° | 10° | 11° | 12° | 13° | 14° | 15° |
| Pontos  | 12 | 10 | 9  | 8  | 7  | 6  | 5  | 4  | 3  | 2   | 1   | 0   | 0   | 0   | 0   |
| ------- | -- | -- | -- | -- | -- | -- | -- | -- | -- | --- | --- | --- | --- | --- | --- |

## Regras

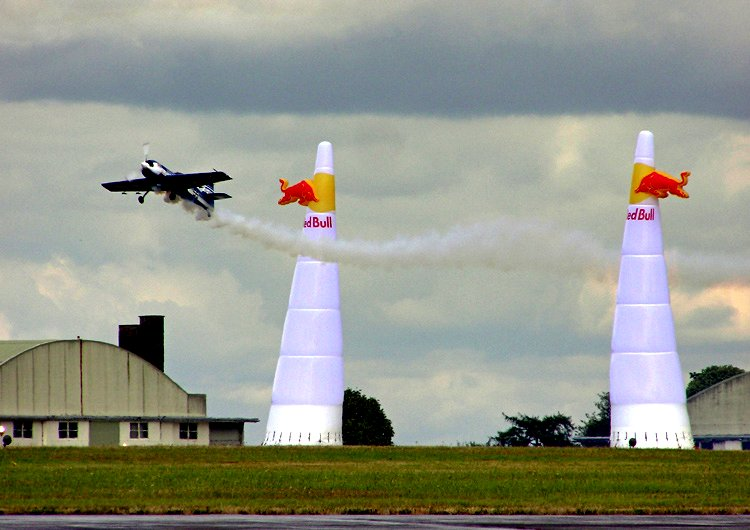
Red Bull Air Race na Inglaterra

As regras são simples, os pilotos devem passar pelos "air gates" corretamente ao terminar as manobras acrobáticas requeridas. Três tipos diferentes de gates requerem uma maneira específica do cruzamento. Os azuis devem ser cruzadas no voo nivelado, os vermelhos devem ser cruzadas no "knife-edge" ou no voo vertical, e nos gates do circuito de acordo com o que seu nome implica.
As penalidades são usadas quando há violações das regras.

### Penalidade de 3 segundos
- Passagem incorreta de uma porta
  - muito alto
  - o Knife-edge incorreto (vertical) ou cruzamento (horizontal) nivelado
  - o Lado incorreto do knife-edge
- Manobra acrobática incorreta

### Penalidade de 10 segundos
- Tocando em uma porta

### Desqualificação
- Vôo perigoso
  - Cruzando a linha da multidão
  - Vôo perigoso
  - Aproximação perigosa
  - Voar muito baixo
- Não voando o curso
  - Desvio de curso
  - Não executando a manobra acrobática

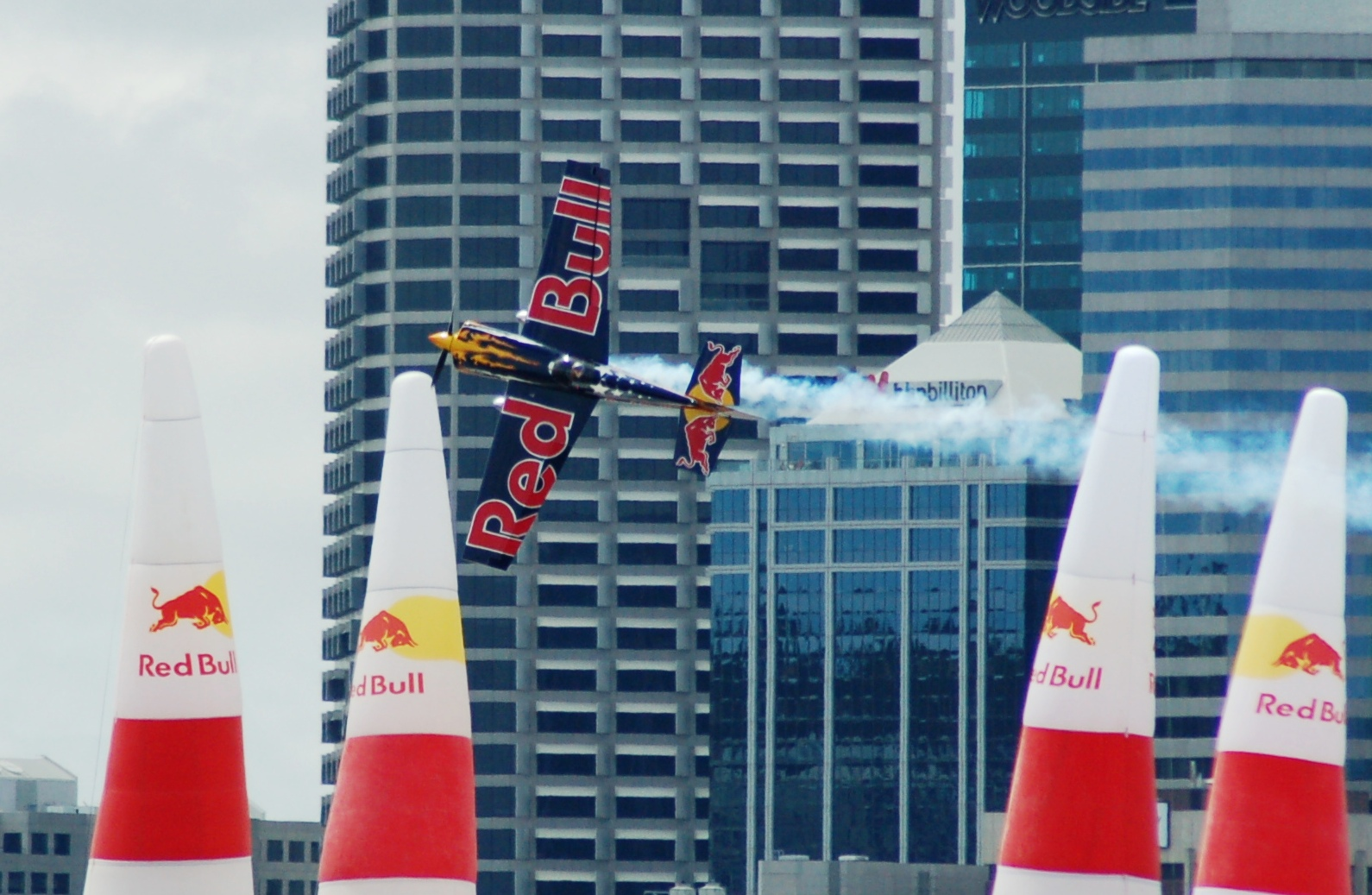
Imagem do avião de Kirby Chambliss, campeão de 2006

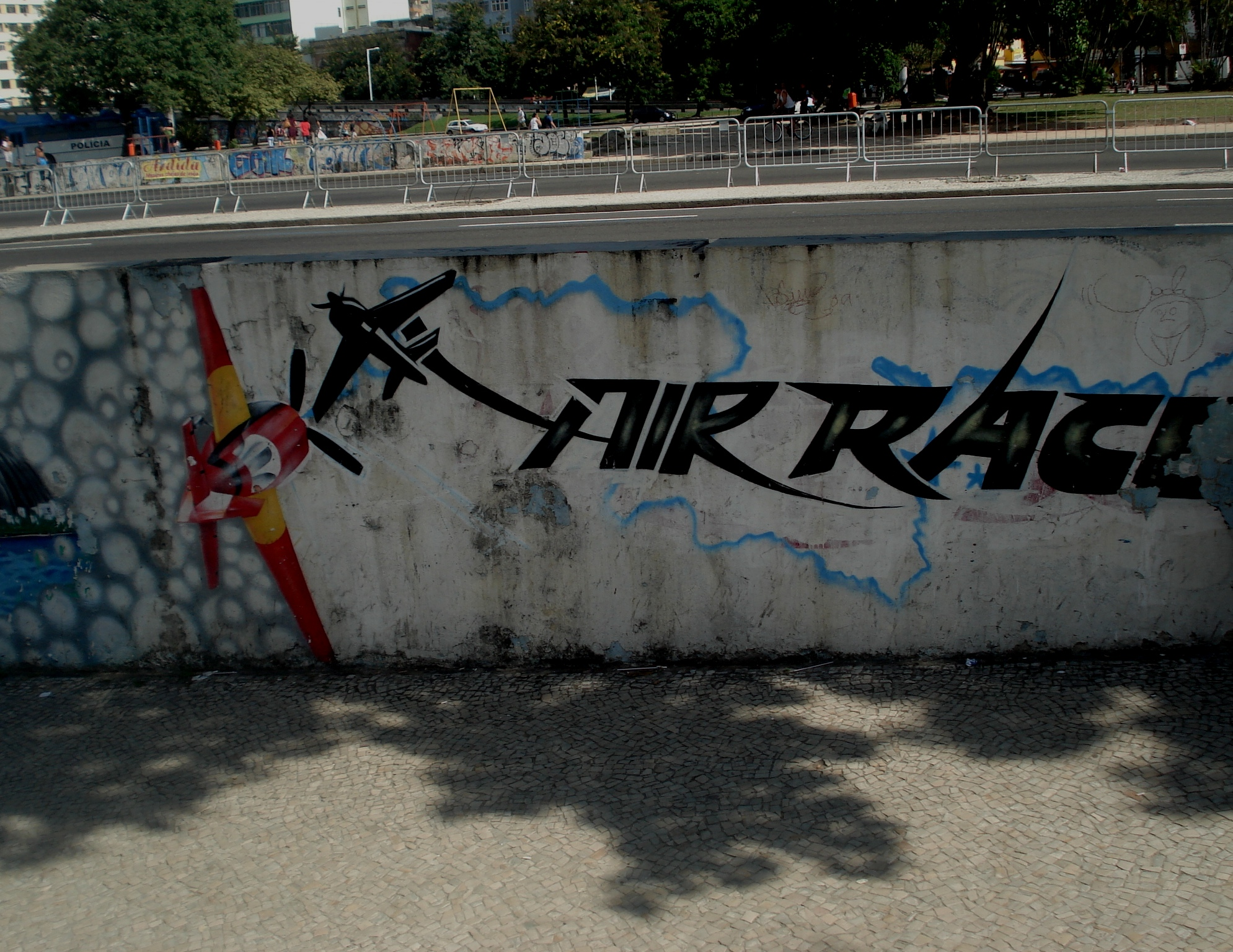
Grafite da Air Race no Rio de Janeiro, onde se realiza a etapa brasileira

## Avião
Os concorrentes usam aviões acrobáticos high-end tais como Zivko Edge 540X, MXR Technologies MX2, e Extra 300, que são equipados com motores Lycoming.
A série começou a ver concorrentes desenvolverem versões realçadas de seus aviões para melhorar o desempenho, e assim os tempos também. Entretanto, as implicações de segurança do motor ou das falhas da fuselagem significam que o desempenho que é ajustado pelas equipes individualmente, como é feito geralmente em outros eventos do motorsport, é limitado no espaço da série.

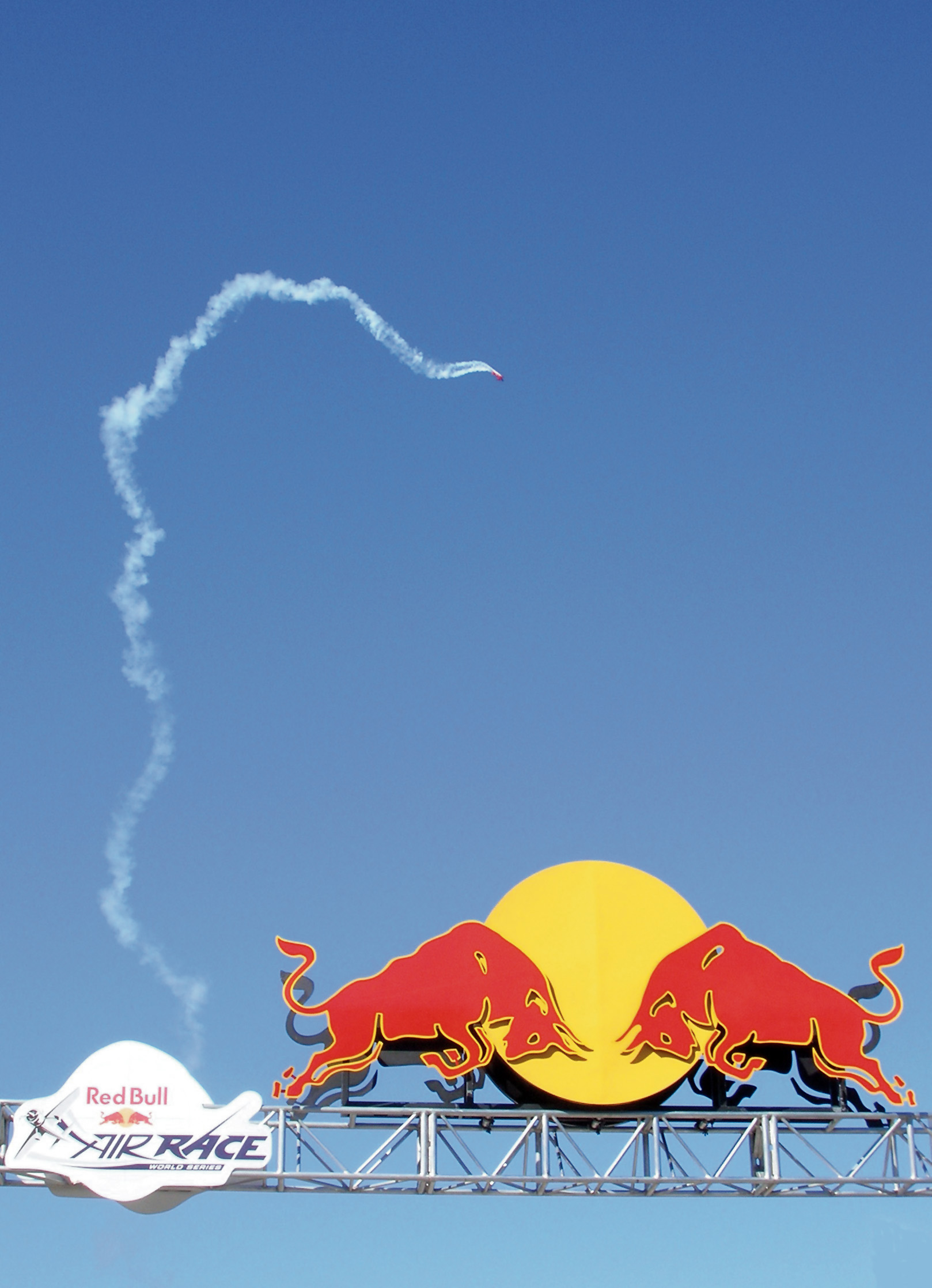
Mostra da Red Bull Air Race World Series em San Francisco

## Manobras
A Red Bull Air Race envolve complicadas manobras acrobáticas.
- Borda da faca
- Cruzando um Gate
- Laço
- Oito cubano
- Meia cubana
- Círculo horizontal
- Oito horizontal
- Rolo horizontal
- Quarto vertical
- Metade vertical
- Rolo vertical
- Tailslides

## Resultados

### Master Class
| Ano                       | Vencedor          | Vice           | Terceiro colocado |
| ------------------------- | ----------------- | -------------- | ----------------- |
| 2003                      | Peter Besenyei    | Klaus Schrodt  | Kirby Chambliss   |
| 2004                      | Kirby Chambliss   | Peter Besenyei | Steve Jones       |
| 2005                      | Mike Mangold      | Peter Besenyei | Kirby Chambliss   |
| 2006                      | Kirby Chambliss   | Peter Besenyei | Mike Mangold      |
| 2007                      | Mike Mangold      | Paul Bonhomme  | Peter Besenyei    |
| 2008                      | Hannes Arch       | Paul Bonhomme  | Kirby Chambliss   |
| 2009                      | Paul Bonhomme     | Hannes Arch    | Matt Hall         |
| 2010                      | Paul Bonhomme     | Hannes Arch    | Nigel Lamb        |
| 2011–2013 Não se realizou |                   |                |                   |
| 2014                      | Nigel Lamb        | Hannes Arch    | Paul Bonhomme     |
| 2015                      | Paul Bonhomme     | Matt Hall      | Hannes Arch       |
| 2016                      | Matthias Dolderer | Matt Hall      | Hannes Arch       |
| 2017                      | Yoshihide Muroya  | Martin Šonka   | Pete McLeod       |
| 2018                      | Martin Šonka      | Matt Hall      | Michael Goulian   |

### Challenger Class
| Ano  | Campeão        | Vencedor fase regular |
| ---- | -------------- | --------------------- |
| 2014 | Petr Kopfstein | François Le Vot       |
| 2015 | Mikaël Brageot | Mikaël Brageot        |
| 2016 | Florian Bergér | Florian Bergér        |
| 2017 | Florian Bergér | Florian Bergér        |
| 2018 | Luke Czepiela  | Florian Bergér        |

## Locais da disputa
| Red Bull Air Race World Series | Red Bull Air Race World Series    | Red Bull Air Race World Series | Red Bull Air Race World Series | Red Bull Air Race World Series | Red Bull Air Race World Series | Red Bull Air Race World Series | Red Bull Air Race World Series | Red Bull Air Race World Series | Red Bull Air Race World Series | Red Bull Air Race World Series | Red Bull Air Race World Series | Red Bull Air Race World Series | Red Bull Air Race World Series | Red Bull Air Race World Series |
| País                           | Local                             | Disputas em                    | Disputas em                    | Disputas em                    | Disputas em                    | Disputas em                    | Disputas em                    | Disputas em                    | Disputas em                    | Disputas em                    | Disputas em                    | Disputas em                    | Disputas em                    | Disputas em                    |
| ------------------------------ | --------------------------------- | ------------------------------ | ------------------------------ | ------------------------------ | ------------------------------ | ------------------------------ | ------------------------------ | ------------------------------ | ------------------------------ | ------------------------------ | ------------------------------ | ------------------------------ | ------------------------------ | ------------------------------ |
| País                           | Local                             | 2003                           | 2004                           | 2005                           | 2006                           | 2007                           | 2008                           | 2009                           | 2010                           | 2014                           | 2015                           | 2016                           | 2017                           | 2018                           |
| Austrália                      | Rio Swan, Perth                   |                                |                                |                                | 9º                             | 12º                            | 9º                             |                                | 2º                             |                                |                                |                                |                                |                                |
| Áustria                        | Zeltweg                           | 1º                             |                                | 3º                             |                                |                                |                                |                                |                                |                                |                                |                                |                                |                                |
| Áustria                        | Red Bull Ring, Spielberg          |                                |                                |                                |                                |                                |                                |                                |                                | 8º                             | 6º                             | 2º                             |                                |                                |
| Áustria                        | Wiener Neustadt                   |                                |                                |                                |                                |                                |                                |                                |                                |                                |                                |                                |                                | 6º                             |
| Brasil                         | Rio de Janeiro                    |                                |                                |                                |                                | 2º                             |                                |                                | 3º                             |                                |                                |                                |                                |                                |
| Canadá                         | Windsor, Ontario                  |                                |                                |                                |                                |                                |                                | 3º                             | 4º                             |                                |                                |                                |                                |                                |
| China                          | Pequim                            |                                |                                |                                |                                |                                |                                |                                |                                | 9                              |                                |                                |                                |                                |
| Croácia                        | Rovinj                            |                                |                                |                                |                                |                                |                                |                                |                                | 2º                             | 3º                             |                                |                                |                                |
| França                         | Cannes, Provença-Alpes-Costa Azul |                                |                                |                                |                                |                                |                                |                                |                                |                                |                                |                                |                                | 2º                             |
| Alemanha                       | Berlim                            |                                |                                |                                | 3º                             |                                |                                |                                |                                |                                |                                |                                |                                |                                |
| Alemanha                       | EuroSpeedway Lausitz              |                                |                                |                                |                                |                                |                                |                                | 6º                             |                                |                                | 6º                             | 7º                             |                                |
| Hungria                        | Rio Danúbio, Budapeste            | 2º                             | 2º                             | 6º                             | 6º                             | 8º                             | 7º                             | 4º                             | 7º6                            |                                | 4º                             | 4º                             | 4º                             | 4º                             |
| Irlanda                        | Castelo de Cashel                 |                                |                                | 4º                             |                                |                                |                                |                                |                                |                                |                                |                                |                                |                                |
| Japão                          | Makuhari, Chiba                   |                                |                                |                                |                                |                                |                                |                                |                                |                                | 2º                             | 3º                             | 3º                             | 3º                             |
| Malásia                        | Lago Putrajaya, Putrajaya         |                                |                                |                                |                                |                                |                                |                                |                                | 3º                             |                                |                                |                                |                                |
| México                         | Acapulco, Guerrero                |                                |                                |                                |                                | 11º1                           |                                |                                |                                |                                |                                |                                |                                |                                |
| Países Baixos                  | Erasmusbrug, Roterdão             |                                |                                | 2º                             |                                |                                | 5º                             |                                |                                |                                |                                |                                |                                |                                |
| Polónia                        | Gdynia                            |                                |                                |                                |                                |                                |                                |                                |                                | 4º                             |                                |                                |                                |                                |
| Portugal                       | Rio Douro, Porto                  |                                |                                |                                |                                | 9º                             | 8º                             | 5º                             |                                |                                |                                |                                | 6º                             |                                |
| Portugal                       | Lisboa                            |                                |                                |                                |                                |                                |                                |                                | 8º7                            |                                |                                |                                |                                |                                |
| Rússia                         | São Petersburgo                   |                                |                                |                                | 4º2                            |                                |                                |                                |                                |                                |                                |                                |                                |                                |
| Rússia                         | Sochi                             |                                |                                |                                |                                |                                |                                |                                |                                |                                | 10                             |                                |                                |                                |
| Rússia                         | Kazan                             |                                |                                |                                |                                |                                |                                |                                |                                |                                |                                |                                | 5º                             | 5º                             |
| Espanha                        | Barcelona                         |                                |                                |                                | 2º                             | 5º3                            | 5                              | 6º                             |                                |                                |                                |                                |                                |                                |
| Suíça                          | Interlaken, Berna                 |                                |                                |                                |                                | 6º                             |                                |                                |                                |                                |                                |                                |                                |                                |
| Suécia                         | Estocolmo                         |                                |                                |                                |                                |                                | 4º4                            |                                |                                |                                |                                |                                |                                |                                |
| Turquia                        | Corno de Ouro, Istambul           |                                |                                |                                | 5º                             | 4º                             |                                |                                |                                |                                |                                |                                |                                |                                |
| Emirados Árabes Unidos         | Mina' Zayid, Abu Dhabi            |                                |                                | 1º                             | 1º                             | 1º                             | 1º                             | 1º                             | 1º                             | 1º                             | 1º                             | 1º                             | 1º                             | 1º                             |
| Reino Unido                    | Longleat                          |                                |                                | 5º                             | 7º                             |                                |                                |                                |                                |                                |                                |                                |                                |                                |
| Reino Unido                    | Kemble                            |                                | 1º                             |                                |                                |                                |                                |                                |                                |                                |                                |                                |                                |                                |
| Reino Unido                    | Rio Tamisa, Londres               |                                |                                |                                |                                | 7º                             | 6º                             |                                |                                |                                |                                |                                |                                |                                |
| Reino Unido                    | Ascot Racecourse, Ascot           |                                |                                |                                |                                |                                |                                |                                |                                | 5º                             | 5º                             | 5º                             |                                |                                |
| Estados Unidos                 | Monument Valley, Arizona/Utah     |                                |                                |                                |                                | 3º                             |                                |                                |                                |                                |                                |                                |                                |                                |
| Estados Unidos                 | Reno, Nevada                      |                                | 3º                             |                                |                                |                                |                                |                                |                                |                                |                                |                                |                                |                                |
| Estados Unidos                 | San Diego, Califórnia             |                                |                                |                                |                                | 10º                            | 2º                             | 2º                             |                                |                                |                                |                                | 2º                             |                                |
| Estados Unidos                 | São Francisco, Califórnia         |                                |                                | 7º                             | 8º                             |                                |                                |                                |                                |                                |                                |                                |                                |                                |
| Estados Unidos                 | Detroit, Michigan                 |                                |                                |                                |                                |                                | 3º                             |                                |                                |                                |                                |                                |                                |                                |
| Estados Unidos                 | Nova Iorque                       |                                |                                |                                |                                |                                |                                |                                | 5º8                            |                                |                                |                                |                                |                                |
| Estados Unidos                 | Texas Motor Speedway, Fort Worth  |                                |                                |                                |                                |                                |                                |                                |                                | 6º                             | 7º                             |                                |                                | 8º                             |
| Estados Unidos                 | Indianapolis                      |                                |                                |                                |                                |                                |                                |                                |                                |                                |                                | 7º                             | 8º                             | 7º                             |
| Estados Unidos                 | Las Vegas                         |                                |                                |                                |                                |                                |                                |                                |                                | 7º                             | 8º                             | 8º                             |                                |                                |

- 1 A 11ª ronda de 2017 em Acapulco, México foi cancelada.
- 2 A 4ª ronda de 2006 em São Petersburgo, Rússia foi cancelada.
- 3 A 5ª ronda de 2007 em Barcelona, Espanha foi cancelada.
- 4 A 4ª ronda de 2008 em Estocolmo, Suécia foi cancelada.
- 5 A corrida em Espanha foi cancelada.
- 6 Cancelada
- 7 Cancelada
- 8 A localização da corrida em Liberty State Park na cidade de Nova Jérsia.
- 9 A corrida na China foi cancelada. Substituída pela Aústria.
- 10A corrida na Rússia foi cancelada. Substituída pela Croácia.